# Lutz Schwerin von Krosigk
Johann Ludwig "Lutz" Graf Schwerin von Krosigk (Rathmannsdorf, Anhalt, 22 de Agosto de 1887 — Essen, 4 de Março de 1977) foi Ministro das Finanças de Adolf Hitler, chanceler da Alemanha no governo provisório de Karl Dönitz (Governo Flensburg) e colaborador do nazismo condenado pelo Tribunal de Nuremberg.

## Carreira política
O Ministério das Finanças de Lutz Schwerin von Krosigk era um dos principais pilares de sustentação fiscal do nazismo. O regime notoriamente se apropriou das propriedades de judeus perseguidos e enviados para campos de concentração. Ele foi o responsável pela venda desses bens e apropriação desses bens pelo governo alemão. Ele foi condenado a dez anos de prisão no julgamento dos Ministros pelo Tribunal de Nuremberg por ter colaborado com o regime nazista. Lutz Schwerin von Krosigk foi ainda chanceler da Alemanha no governo provisório de Karl Dönitz, após a morte de Adolf Hitler em 1945 no Terceiro Reich.

## Biografia
A sua avó paterna era meia-irmã mais velha de Jenny von Westphalen, mulher de Karl Marx.
Ocupou o cargo único de Ministro-líder do Reich, que equivalia ao de Reichskanzler (Chanceler da Alemanha) de 1 de Maio até 23 de Maio de 1945.
Após a Segunda Guerra Mundial Schwerin von Krosigk escreveu vários livros sobre política econômica e duas versões de suas memórias. Em uma transmissão ao povo alemão, em 2 de maio de 1945, ele se tornou um dos primeiros comentaristas a se referir a uma "Cortina de Ferro" em toda a Europa, uma frase que ele tinha lido de um artigo de Joseph Goebbels e que mais tarde tornou-se famosa, ao ser usada por Winston Churchill.
Lutz Schwerin von Krosigk casou em 7 de fevereiro de 1918 com Ehrengard Bertha Luise Sidonie Adolfine Minette Gräfin von Plettenberg (Bamenohl, 16 de fevereiro de 1895 - 25 de fevereiro de 1979). O casal teve nove filhos e filhas. Lutz Schwerin von Krosigk é avô materno da deputada alemã Beatrix von Storch, do partido Alternativa para a Alemanha.

## Publicações
- Nationalsozialistische Finanzpolitik. (= Kieler Vorträge. Volume 41), Fischer, Jena 1936.
- Wirtschaft und öffentliche Finanzen – Vortrag. Aachen 1935.
- Deutschlands Kriegsfinanzierung. Rede vor der Ungarisch-Deutschen Gesellschaft in Budapest. Centro de Informação Alemão, Berlim 1941.
- Es geschah in Deutschland. Menschenbilder unseres Jahrhunderts. Wunderlich, Tübingen 1951.
- Die große Zeit des Feuers – Der Weg der deutschen Industrie. Wunderlich, Tübingen 1959.
- Alles auf Wagnis – der Kaufmann gestern, heute und morgen. Wunderlich, Tübingen 1963.
- Persönliche Erinnerungen. Drei Bände. Selbstverlag, Essen 1973–74.
- Staatsbankrott. Die Geschichte der Finanzpolitik des Deutschen Reiches von 1920 bis 1945, geschrieben vom letzten Reichsfinanzminister. Musterschmidt, Göttingen 1975, ISBN 3-7881-1679-X.
- Jenny Marx. Liebe und Leid im Schatten von Karl Marx. Eine Biographie nach Briefen, Tagebüchern und anderen Dokumenten. Staats-Verlag, Wuppertal 1975 (segunda edição, 1976), ISBN 3-87770-015-2.
- Memoiren. Seewald, Stuttgart 1977, ISBN 3-512-00468-7 (versão abreviada de Persönlichen Erinnerungen).
- Die großen Schauprozesse. Politische Justiz. Universitas, Munique 1981, ISBN 3-8004-1011-7.